# Кам'янки (Тернопільський район)

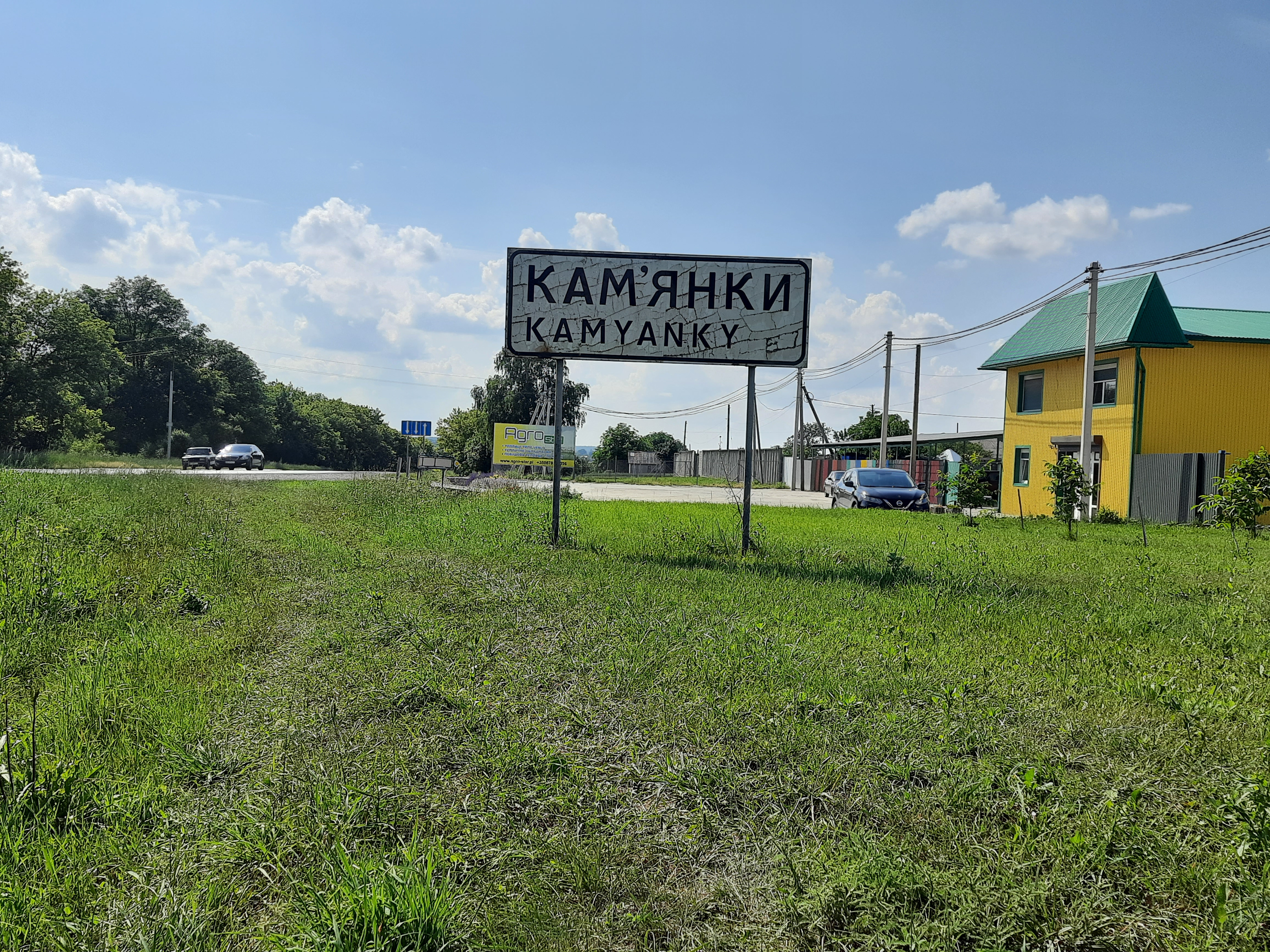
Дорожній знак при в'їзді в село

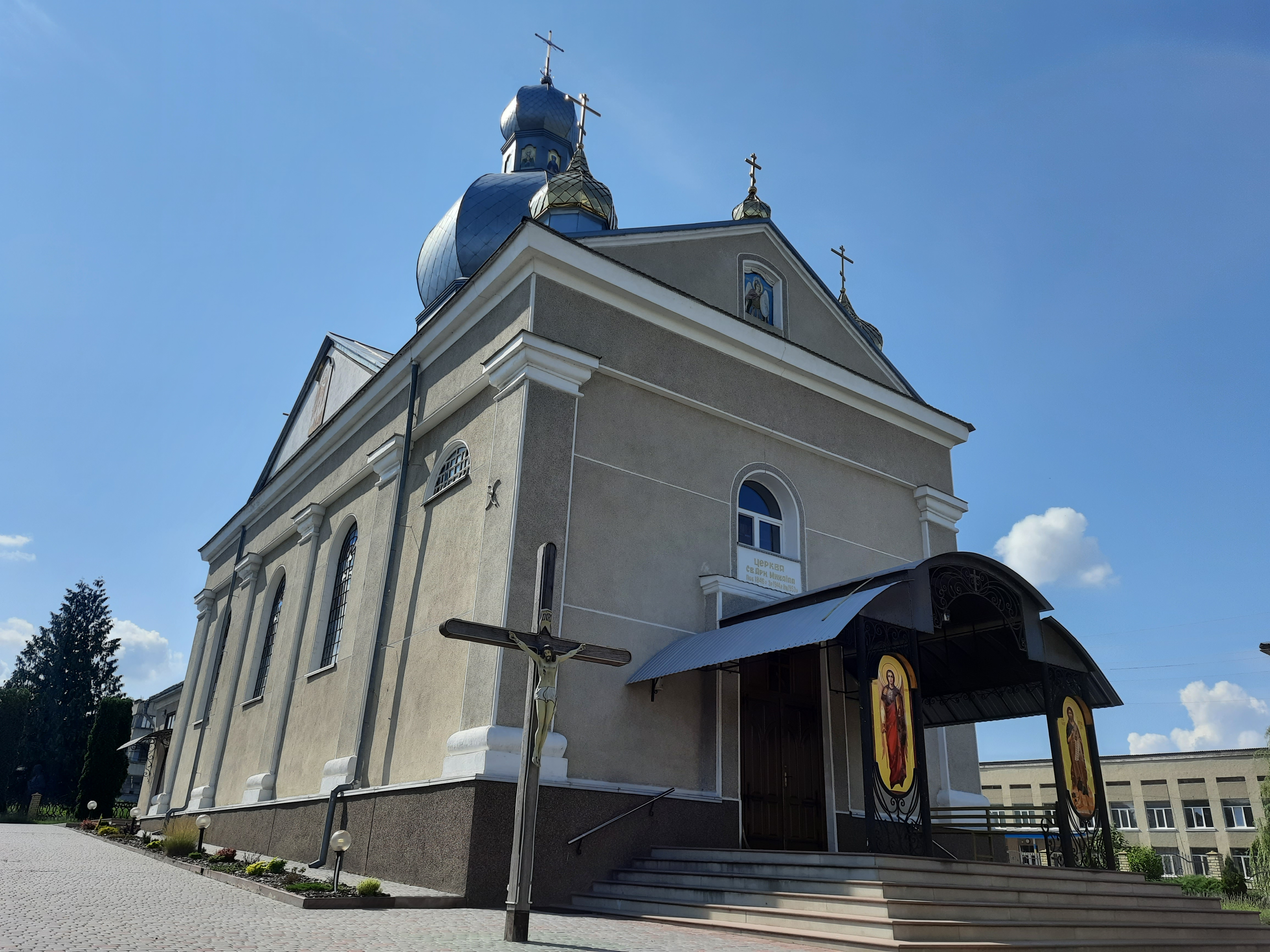
Церква Архістратига Божого Михаїла (1846) ПЦУ

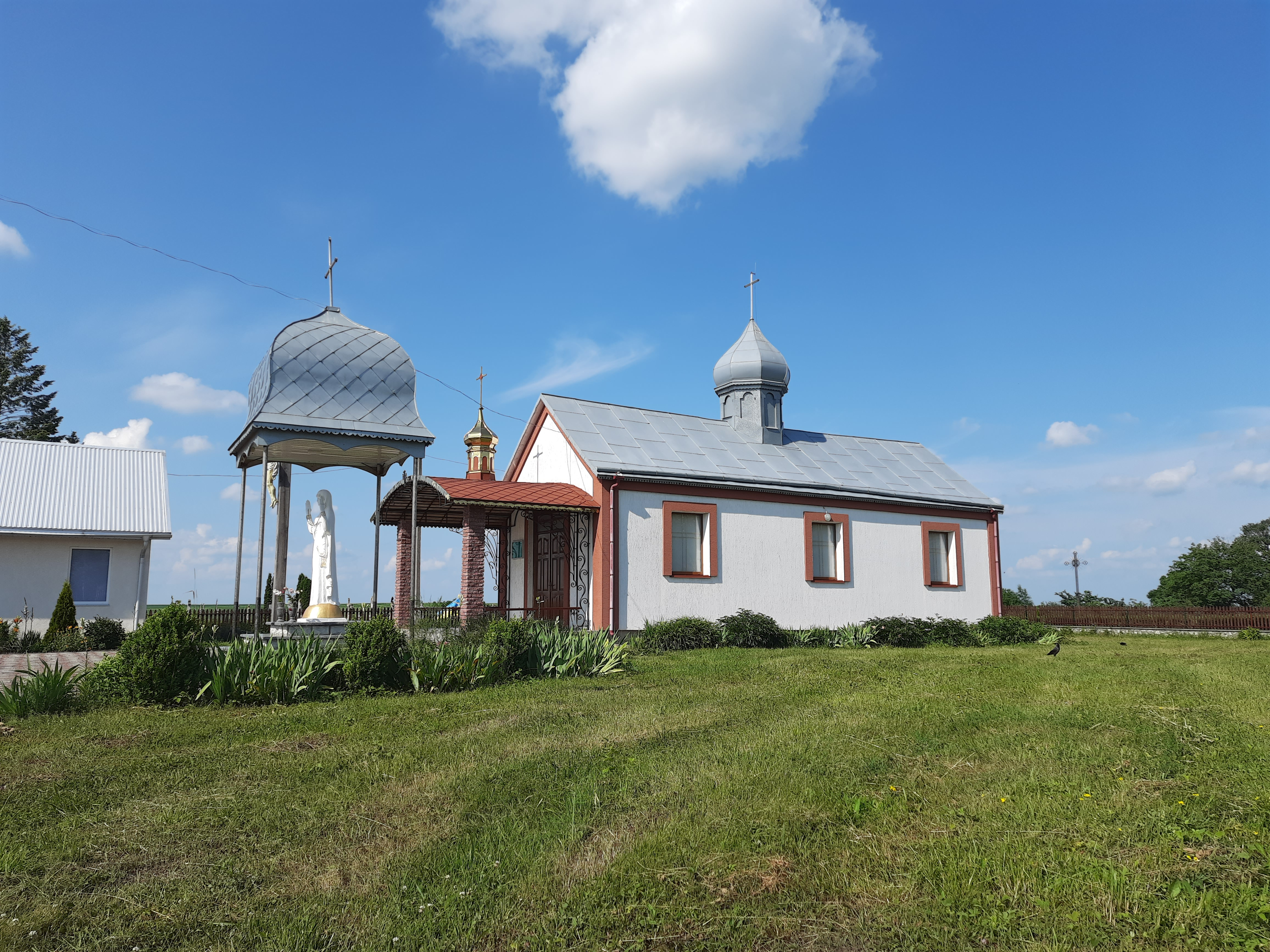
Церква Cвятого Архистратига Михаїла (УГКЦ)

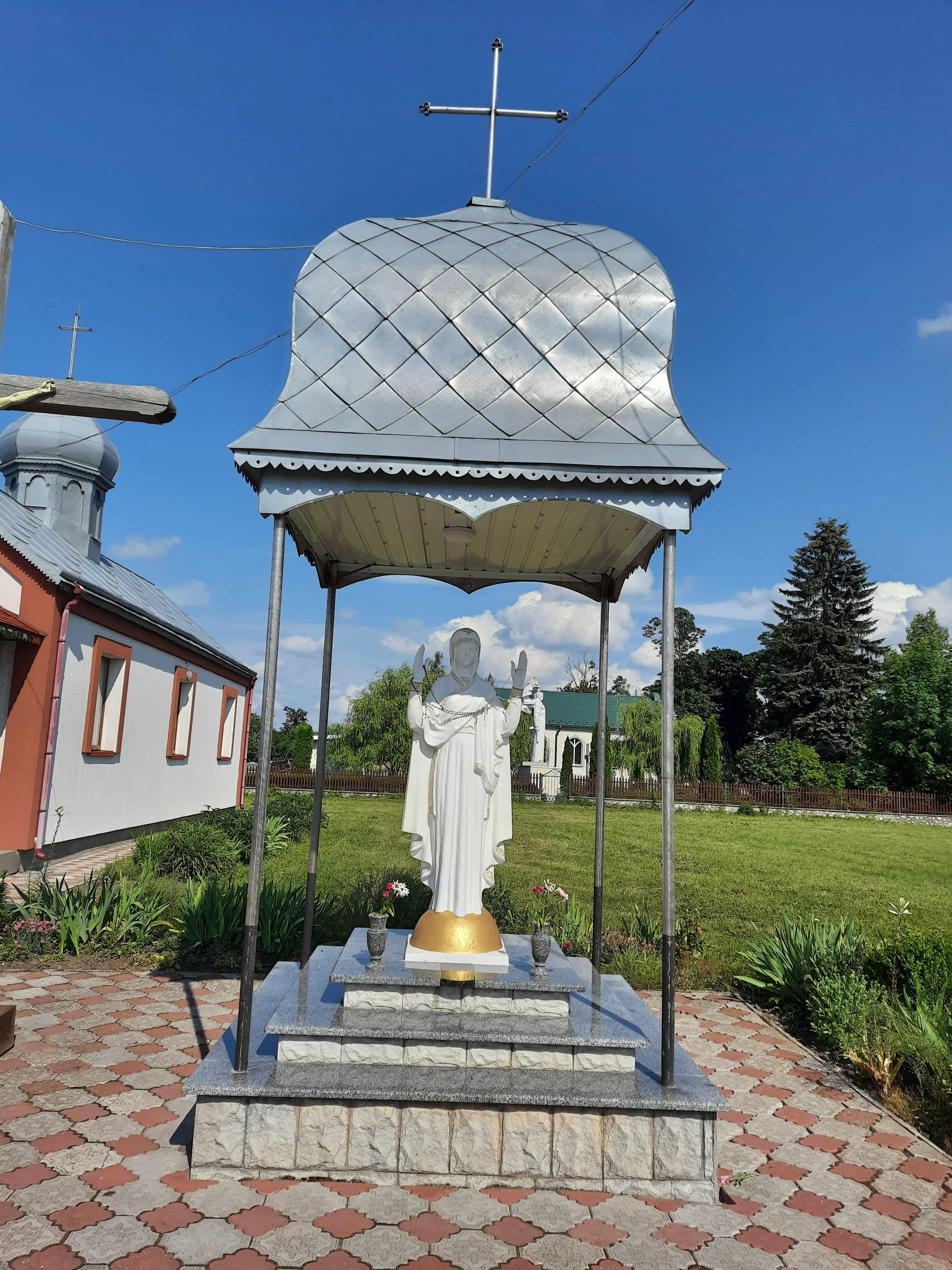
Статуя Божої Матері

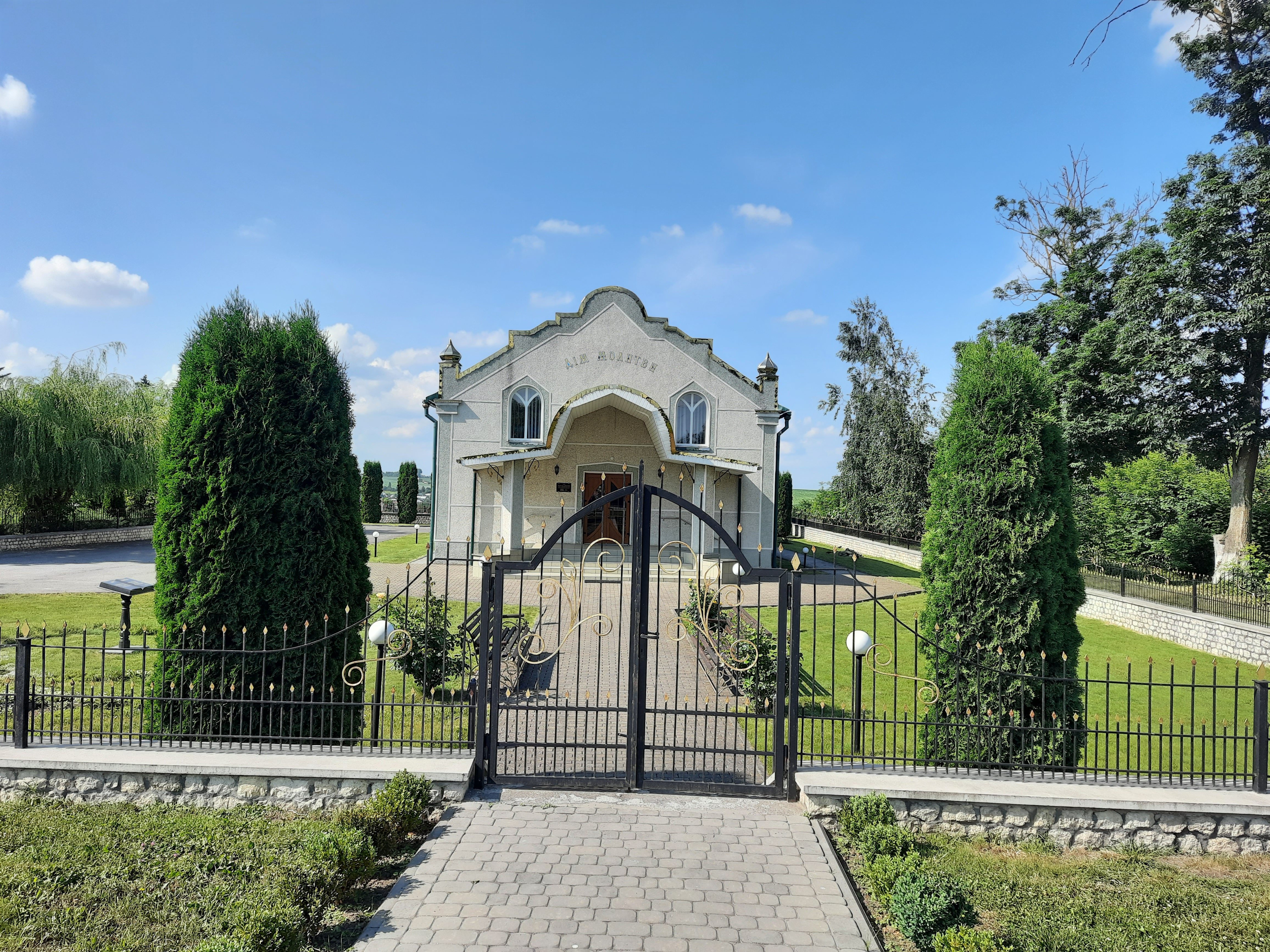
Дім молитви

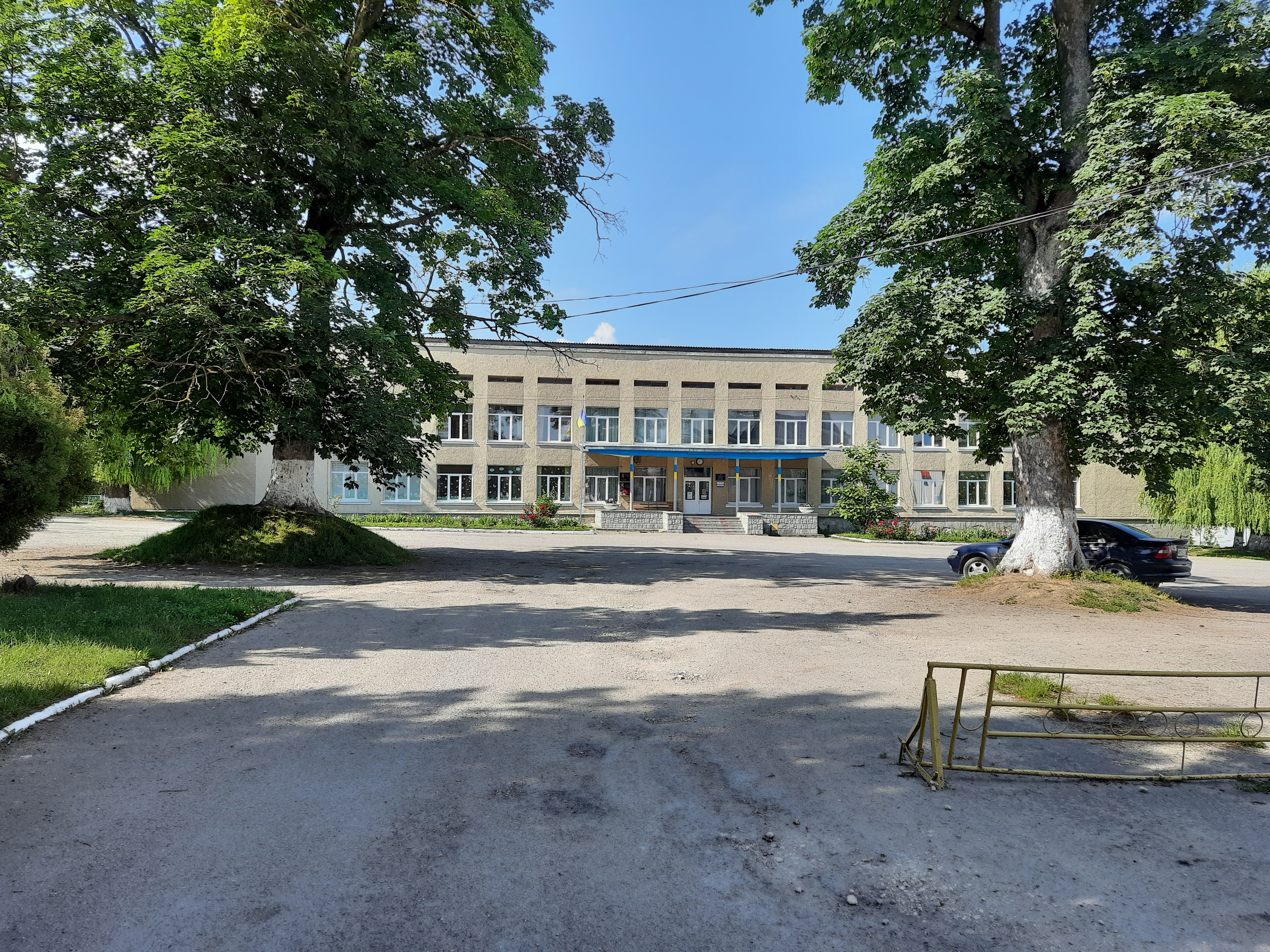
Школа

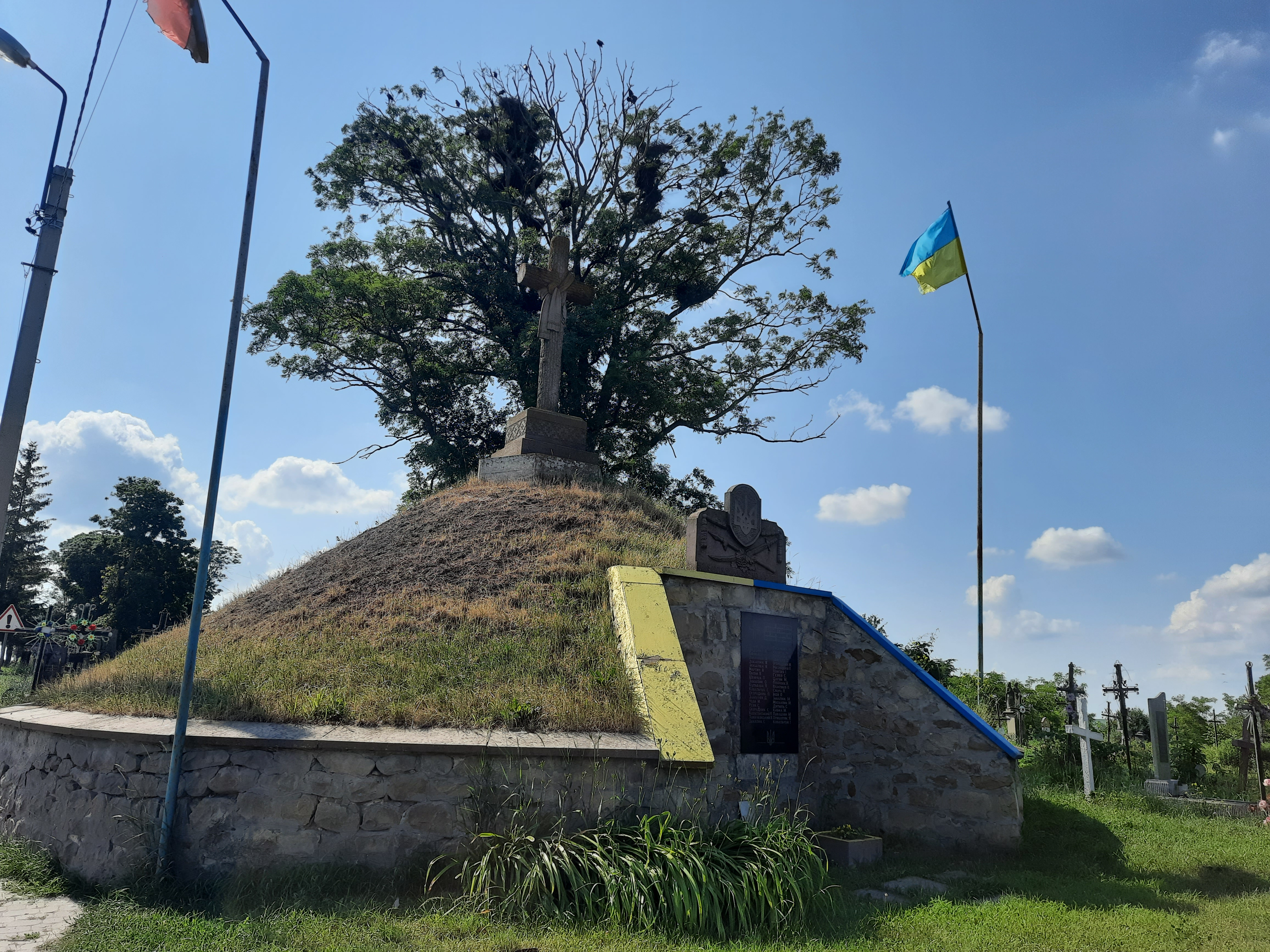
Символічна могила Борцям за волю України (1990)

Кам'янки́ — село в Україні, у Підволочиській селищній громаді Тернопільського району Тернопільської області. Розташоване на сході району, на автошляху М12, автошляхом Т 2019 сполучене зі Скалатом (Т 2002). До 2015 центр сільради, якій було підпорядковане село Мовчанівка. До Кам'янок приєднано хутори Кам'янецький Ліс та Паліїв Ліс.
На півночі село межує із селом Богданівка, на південному-сході із селом Мовчанівка.
Відстань від с. Кам'янки до адміністративного центру громади смт. Підволочиськ, становить 8 км.
Відстань від обласного центру м. Тернопіль до с. Кам'янки 30 км.
Через село проліг автошлях Стрий−Тернопіль−Знам'янка. Даний автошлях є головною вулицею села, має тверде покриття. Існуюча вулична мережа забезпечує необхідні зв'язки території громадської та житлової забудови з місцями прикладання праці населення.
На північному сході протікає річка Вовчак.
На південному-сході річка Самець.
Від вересня 2015 року ввійшло у склад Підволочиської селищної громади.

## Географія
Селом тече річка Вальчак.

## Населення

### Мова
Розподіл населення за рідною мовою за даними перепису 2001 року:
| Мова       | Кількість | Відсоток |
| ---------- | --------- | -------- |
| українська | 1485      | 99.53%   |
| російська  | 5         | 0.33%    |
| білоруська | 1         | 0.07%    |
| угорська   | 1         | 0.07%    |
| Усього     | 1492      | 100%     |

## Історія
Перша писемна згадка — 1541 року. У Теребовлянських гродських актах Кам'янки згадані 1564 як місто.
Поблизу села виявлені римські монети, археологічні пам'ятки трипільської культури та слов'янського поселення.
Львівський латинський арцибіскуп Ян Сененський державець Кам'янки в середині 16 століття, його сину Анджею король Сигізмунд II Август визнав право «доживоття» 1567 року. Наприкінці XVI ст. містечко перебувало у власності князя Корецького, який віддав його в оренду євреєві А. Лоховському. 1770-ті село — власність князів Понятовських.
Діяла філія товариства «Просвіти» (створена 1901, 1925 при ній заснована бібліотека 78 книг), а також «Січ», «Сільський господар», «Сокіл», «Союз Українок» та інших, театральний гурток і хор; кооперативу. Упродовж 1934—1939 Кам'янки належали до ґміни Богданівка.
Від 2 липня 1941 до 12 березня 1944 село — під нацистською окупацією. Тут гітлерівці створили концтабір, у якому перебувало близько 7 тисяч осіб, переважно євреїв; 10 липня 1943 нацисти розстріляли останніх в'язнів (1996 на місці розстрілу відкрито пам'ятний знак). Під час боїв за село загинуло 47 воїнів Червоної армії. Під час німецько-радянської війни у Червоній армії загинуло 53 односельці.
1943 року фашистські окупанти зігнали євреїв з Підволочиська та навколишніх сіл у видолинок під селом Кам'янки. На місці колишнього фільварку, для в'язнів було обладнано табір. Спочатку невільників використовували на будівництві автостради Тернопіль-Підволочиськ, а потім безжалісно розстріляли. Сьогодні неподалік від цього скорботного місця встановлено пам'ятний знак (з лівого боку дороги при в'їзді з Підволочиська в Кам'янки). Пам'ятник на місці масового розстрілу євреїв споруджено на полі між Скалатом і Новосілкою.
У липні 1944 більшовики зруйнували символічну могилу Борцям за волю України. 25 січня 1945 у селі пропав працівник НКВС, наступного дня більшовики на знак помсти спалили два господарства. Упродовж травня 1945 в селі відбувалися часті сутички між більшовиками і боївками УПА, були жертви з обох сторін (у т. ч. загинула зв'язкова УПА, повітова санітарка «Зоряна»), внаслідок боїв у Кам'янках спалено чотири господарства. За радянських часів Кам'янки було зразково-показовим селом області.
26 вересня 1948 примусово створено колгосп, згодом укрупнений, у 1990-х роках розпайований. За часів господарювання голови сільської ради Б. Гавриляка та голови правління колгоспу Зеновія Токарчука проведено розбудову села. У селі споруджено торговий центр, Будинок культури, середню школу, банно-пральний комбінат, адмінбудинок і ряд комфортабельних котеджів; проведено газо- і водогін, заасфальтовано центральні вулиці та тротуари.
За радянських часів Кам'янки були зразково-показовим селом Тернопільської області (проєкт експериментально-показового села виконала (1965—1975) архітектор Клавдія Харитонова. Наприкінці 1980-х  — початку 1990-х рр. місцеві жителі активні в громадсько-культурному житті краю; відновлено діяльність товариства «Просвіта», «Союзу Українок», театральний гурток.
Поблизу села розташована Кам'янківська степова ділянка — ботанічна пам'ятка місцевого значення, де під охороною — наскельно-степова рослинність, зокрема — ясенець білий, гніздівка звичайна (занесені до Червоної книги України), горицвіт весняний, гадючник шестипелюстковий та ін.
12 червня 2020 року, відповідно до розпорядження Кабінету Міністрів України  № 724-р «Про визначення адміністративних центрів та затвердження територій територіальних громад Тернопільської області», увійшло до складу Підволочиської селищної громади.
19 липня 2020 року, в результаті адміністративно-територіальної реформи та ліквідації Підволочиського району, село увійшло до складу новоствореного Тернопільського району.
На території села протікає річка Вовчак, яку місцеві жителі називають — Волочок,- назва імовірно за все пішла від слова волочити «стрімка вода».
На північному сході знаходиться частина Кам'янківського лісу, яку називають Гущанка — «у гущавині».
Також на півночі б'є джерело біля колії, яке називають Дзюрчавка, назва пішла від сильного дзюрчання джерела.
На  південному сході розташована частина Кам'янківського лісу — під назвою Паліїв Ліс — від назви хутору, який у 20-х роках згорів.
Мельничук Б., Петраш Б., Уніят В. (за матеріалами енциклопедичного видання «Тернопільщина. Історія міст і сіл»).
Кам'янецький Ліс — хутір, приєднаний до с. Кам'янки. Розташований за 2 км на захід від села. Відомий від початку 20 ст. як фільварок під назвою «Ліс». Назва походить від місця розташування у лісі біля с. Кам'янки. У березні 1949 р. на хуторі 19 будинків, 83 особи. Діяла однокласна школа.
Паліїв Ліс — хутір, виведений з облікових даних у зв'язку з переселенням мешканців. Розташований за 4 км на південний схід від села. У 1945 р. жителів хутора переселили у села Заднишівку (нині у складі смт Підволочиськ) і Мислову Підволочиського району. У лютому 1952 р. на хуторі було 8 будинків.
В.Уніят (за матеріалами енциклопедичного видання «Тернопільщина. Історія міст і сіл»).

## Оцінка природних умов довкілля і території поселення
На цей час на території села відсутні промислові та комунальні об'єкти, що можуть здійснювати негативний вплив на екологічний стан навколишнього середовища.
В цілому стан навколишнього середовища на території села можна визначити, як добрий.
Село розташоване на півночі — на горбистій поверхні, на півдні і південному сході у долині.

## Характер земельних угідь
За даними Довідника адміністративно-територіального поділу Тернопільської ОДА, площа території Кам'янок становить 371,4 га.
На території села виділяють такі категорії земельних угідь: 
- Сільськогосподарські землі (3700 га, зокрема ріллі − 3635 га)
- Ліси (4 га)
- Забудовані землі (8 га)
- Ставок (2 га)

Фермерські господарства: ФГ «Берегиня», ФГ «Горлиця», ТОВ Агрофірма «Нива».
Спеціалізація: вирощування зернових та технічних культур.

## Виробничі функції поселення(наявність і характеристика промислових виробництв)
| Промислові виробництва | Характеристика та їх діяльність |
| Агрофірма «Нива»       | Діяльність підприємства: - Рослинництво; - Вирощування зернових та технічних культур; - Тваринництво; - Розведення великої рогатої худоби; - Змішане сільське господарство; - Облаштування агроландшафту. |
| Млин                   | Переробка зернових культур: - Борошно; - Крупи. |
| ПП Мартинюк            | Виготовлення покрівельної металочерепиці. |
| ---------------------- | --- |
| Міні-пекарня ПП Лукова | Виготовлення хлібобулочних виробів |
| ПП Лисенко             | Виготовлення ковбасних виробів |
| ТІК                    | Склад-сховище зернових культур. |

## Релігія
- церква Архістратига Божого Михаїла (1846, мурована ПЦУ),
- церква святого Архистратига Михаїла (2000, УГКЦ),
- храми громад християн віри євангельської (2008) і Адвентистів Сьомого Дня[6].
- капличка Матері Божої,
- три «фіґури» (зокрема Ісуса Христаю

## Пам'ятники
- воїнам-односельцям, полеглим у Другій світовій війні (1978),
- Ярославові Стецьку (1995, скульптор Олександр Маляр).
- символічна могила Борцям за волю України (1990).

## Сільське господарство
Місцеву агрофірму «Нива» очолює І. Данилюк. Створена 2000 року на базі місцевого колишнього колгоспу. Має галузеві нагороди. Площа земельних угідь: 3700 га, у тому числі ріллі — 3635 га.
Вирощує зернові та технічні культури. Великої рогатої худоби — 1810 голів, свиней — 1450 голів.
Зібрано рекордні врожаї: 2007 — цукрових буряків — 727 ц/га, 2008 — зернових культур — 69,5 ц/га.
Керівник — Лука Антонюк.

## Соціальна сфера
Діють загальноосвітня школа І—ІІІ ступенів, бібліотека, ФАП, АЗС, Будинок культури, амбулаторія загальної практики та сімейної медицини, дитячий садочок, крамниці, у тому числі «ТеКо», готель, ресторан.
Медичне обслуговування представлене сільським медпунктом і кабінетом стоматології.
Послуги підприємств зв'язку та транспорту:
На даний час абоненти Кам'янок підключені до АТС, яка знаходиться в приміщенні сільської ради.
Згідно вихідних даних ємність АТС складає 100 номерів, кількість телефонних абонентів становить 1012.
Телефона мережа прокладена кабельною каналізацією, протяжність її становить 3,542 км.
Останнім часом  село Кам'янки забезпечується також мобільним зв'язком.
Послуги транспорту:
§  Автомобільні шляхи:
Через центральну частину села проходить регіональна автомобільна дорога державного значення Стрий-Тернопіль-Знам'янка(М12).
Середньорічна інтенсивність руху становить приблизно 4400 автомобілів на добу.
§  Зовнішні пасажирські зв'язки:
Зовнішні пасажирські зв'язки населення Кам'янок здійснюється автомобільним масовим пасажирським та індивідуальним транспортом.
Повз село по автодорозі Стрий-Знам'янка (М12) проходять маршрути: Перемишль –Підволочиськ, Тернопіль — Вінниця, Познань — Хмельницький та інші.

## Населення
Дворів — 484 (2014).
За станом на 2015 р. кількість населення села Кам'янки становить 1581 особа.
1914 р. — 2000 осіб;
1921 р. — 2020 осіб;
1931 р. — 2020 осіб;
1938 р. — 1997 осіб;
1959 р. — 1800 осіб;
1970 р. — 1720 осіб;
1989 р. — 1510 осіб;
2001 р. — 1510 осіб;
2011 р. — 1492 особи;
2013 р.− 1400 осіб;
2014 р. — 1376 осіб;
2015 р. — 1581 особа.
Національний склад  населення
| Національність населення | % населення |
| Українці                 | 80 %        |
| Білоруси                 | 7 %         |
| ------------------------ | ----------- |
| Поляки                   | 6 %         |
| Євреї                    | 4 %         |
| Росіяни                  | 3 %         |

ВІКОВА СТРУКТУРА НАСЕЛЕННЯ, ОСІБ
| Населений пункт | Вікові групи | Вікові групи | Вікові групи | Вікові групи | Разом 100 % |
| Населений пункт | 0-6          | 7-15         | 16 (55-60)   | Старші 55-60 | Разом 100 % |
| Кам'янки        | 30 %         | 20 %         | 40 %         | 10 %         | Разом 100 % |

Соціальний склад:
Безробіття збільшилося, але серед населення зріс попит на дані професії:
- Будівельник;
- Вчитель;
- Трактористи;
- Комбайнери;
- Продавці;
- Приватні підприємці;
- Бухгалтери.

Статевий склад: 46 % чоловіків,54 % жінок.
| Чисельність населення, чол. | Чисельність населення, чол. | Чисельність населення, чол. | Чисельність населення, чол. | Чисельність населення, чол. | Чисельність населення, чол. | Чисельність населення, чол. | Чисельність населення, чол. | Чисельність населення, чол. | Чисельність населення, чол. | Чисельність населення, чол. | Чисельність населення, чол. | Чисельність населення, чол. | Чисельність населення, чол. | Чисельність населення, чол. | Чисельність населення, чол. |
| 1900                        | 1914                        | 1921                        | 1931                        | 1938                        | 1959                        | 1970                        | 1979                        | 1989                        | 2001                        | 2001                        | 2011                        | 2013                        | 2014                        | 2015                        | 2016                        |
| --------------------------- | --------------------------- | --------------------------- | --------------------------- | --------------------------- | --------------------------- | --------------------------- | --------------------------- | --------------------------- | --------------------------- | --------------------------- | --------------------------- | --------------------------- | --------------------------- | --------------------------- | --------------------------- |
|                             | 2000                        |                             |                             |                             |                             |                             |                             |                             |                             |                             | 1492                        |                             | 1376                        | 1581                        |                             |

## Відомі люди

### Народилися
- Бендера Володимир Володимирович (1983—2022) — солдат Збройних сил України, учасник російсько-української війни.
- громадсько-політичний діяч О. Москалик,
- комбайнер, депутат ВР УРСР (1963—1967) Степан Мазур,
- військовик, учасник АТО Іван Воробель (1981—2014).
- підприємець, генеральний директор «Галка ЛТД» Борис Дубовий (1947 р. н.)
- громадська діячка, сестра Ярослава Стецька Оксана Романишин (1914—1998)
- громадсько-політичний діяч, педагог Мирослав Сеник (1957 р. н.)
- механізатор, депутат ВР УРСР(1980—1985) Гугельський Олег Андрійович(1951 р.н.)
- директор ливарного підприємства Ігор Чуба.
- Твардовський Юрій Михайлович (1992—2023) — старший солдат Збройних сил України, учасник російсько-української війни.

### Проживали
- громадсько-політичний діяч Ярослав Стецько (у 1914—1925).
- громадські діячі Євген і Юрій Чубаті
- учителював доктор історичних наук, професор Генріх Стронський[11]
- душпастирювали релігійні діячі Йосиф Грицай (1907—1910 рр.) і Онуфрій Чубатий (1923—1925 рр.);
- працював і проживає господарник, громадський діяч Ігор Данилюк
- заслужений працівник сільського господарства України Лука Антонюк.

### Поховані
- о. Семен Стецько батько Ярослава Стецька.

### Перебували
- перебувала архітекторка К. Склярова-Харитонова.
- поет Дмитро Павличко
- політичні та державні діячі Леонід Кучма, Олександр Мороз, Віктор Ющенко.